# Boston Marathon 1909
De Boston Marathon 1909 werd gelopen op dinsdag 19 april 1909. Het was de dertiende editie van deze marathon. De wedstrijd telde 182 inschrijvingen, waarvan 164 marathonlopers van start gingen.
Hij werd gewonnen door de Amerikaan Henri Renaud, die met zijn tijd van 2:53.36,0 zijn landgenoot Harry Jensen een kleine vier minuten voor bleef. Evenals in voorgaande jaren was het parcours, ten opzichte van de sinds de Olympische Spelen van 1908 gevestigde opvatting dat de marathon een lengte van 42,195 km hoorde te hebben, te kort. Het was namelijk nog steeds tussen de 37 en 38,8 km lang.

## Uitslag
| rang   | naam                 | land | tijd      |
| ------ | -------------------- | ---- | --------- |
| Goud   | Henri Renaud         | USA  | 2:53.36,0 |
| Zilver | Harry Jensen         | USA  | 2:57.13,8 |
| Brons  | Partick J. Grant     | USA  | 2:57.17,8 |
| 4      | James F. Crowley     | USA  | 2:59.42,6 |
| 5      | Samuel A. Mellor Jr. | USA  | 3:00.53,2 |
| 6      | Joseph P. McHugh     | USA  | 3:01.52,2 |
| 7      | Edward G. Ryder      | USA  | 3:02.48,0 |
| 8      | Carl Schlobohm       | USA  | 3:06.10,4 |
| 9      | Edward McTiernan     | USA  | 3:08.08,0 |
| 10     | Robert Fowler        | USA  | 3:09.31,4 |

1897 ·
1898 ·
1899 ·
1900 ·
1901 ·
1902 ·
1903 ·
1904 ·
1905 ·
1906 ·
1907 ·
1908 ·
1909 ·
1910 ·
1911 ·
1912 ·
1913 ·
1914 ·
1915 ·
1916 ·
1917 ·
1918 ·
1919 ·
1920 ·
1921 ·
1922 ·
1923 ·
1924 ·
1925 ·
1926 ·
1927 ·
1928 ·
1929 ·
1930 ·
1931 ·
1932 ·
1933 ·
1934 ·
1935 ·
1936 ·
1937 ·
1938 ·
1939 ·
1940 ·
1941 ·
1942 ·
1943 ·
1944 ·
1945 ·
1946 ·
1947 ·
1948 ·
1949 ·
1950 ·
1951 ·
1952 ·
1953 ·
1954 ·
1955 ·
1956 ·
1957 ·
1958 ·
1959 ·
1960 ·
1961 ·
1962 ·
1963 ·
1964 ·
1965 ·
1966 ·
1967 ·
1968 ·
1969 ·
1970 ·
1971 ·
1972 ·
1973 ·
1974 ·
1975 ·
1976 ·
1977 ·
1978 ·
1979 ·
1980 ·
1981 ·
1982 ·
1983 ·
1984 ·
1985 ·
1986 ·
1987 ·
1988 ·
1989 ·
1990 ·
1991 ·
1992 ·
1993 ·
1994 ·
1995 ·
1996 ·
1997 ·
1998 ·
1999 ·
2000 ·
2001 ·
2002 ·
2003 ·
2004 ·
2005 ·
2006 ·
2007 ·
2008 ·
2009 ·
2010 ·
2011 ·
2012 ·
2013 ·
2014 ·
2015 ·
2016 ·
2017 ·
2018 ·
2019 ·
2020 ·
2021 ·
2022